# Rijswijker Klausel
Als Rijkswijker Klausel wird die Bestimmung in Artikel IV des Friedens von Rijswijk von 1697 bezeichnet, wonach in denjenigen Orten, die das Königreich Frankreich im Zuge des Vertragswerks an die früheren Landesherrn im Heiligen Römischen Reich zurückgab, die Ausübung der römisch-katholischen Religion in dem Stand zu belassen war, wie er zum Vertragszeitpunkt bestand. Somit sollte die Rekatholisierung, die Frankreich unter Ludwig XIV. in der Zeit des Pfälzischen Erbfolgekriegs betrieben hatte, nicht rückgängig gemacht werden. Diese Regelung, die von französischen Unterhändlern erst spät in den Vertragsentwurf eingebracht worden war, betraf rund 2000 deutsche Kommunen außerhalb des Elsass. Auf protestantischer Seite vermutete man, dass die Klausel auf ein abgekartetes Spiel nicht nur der französischen und kurpfälzischen, sondern auch der kaiserlichen Diplomatie zurückgehe.

## Originaltext
„Sollen Seiner Kayserlichen Majestät und dem Reiche / dessen Ständen und Gliedern von den Allerchristlichen Könige insonderheit und vor allendingen wieder eingeräumet werden / alle Oerther und Rechte deren dieselbe sich so wohl wehrenden Kriege und mit Gewalt / als auch durch die Uniones und Reuniones angemasset / und ausserhalb Elsaß gelegen / oder von der Französischen Gesandschafft in den übergebenen Reunions-Register ausgedrücket; mit Cassirung aller deren Decreten / Arresten und Declarationen / so die Cammer zu Mez und Besancon deßfalls gemache / und soll alles wieder in den Stand gesezet werden / in welchen es vor denen Einnehmungen / Vnionen oder Reunionen gewesen / so daß in Zukunfft dieselben in geruhigen Besiz bleiben / jedoch also daß es mit der Römischen Catholischen Religion, in denen Orthen welche solcher Gestalt wieder erstattet werden sollen / also bleibe / wie es iezo ist.“

## Auswirkungen
Die Rijswijker Klausel führte zu anhaltenden Streitigkeiten bis weit ins 18. Jahrhundert und beschäftigte dabei fortwährend auch den Reichstag. Sie hatte vor allem Auswirkungen auf die Kurpfalz sowie deren Nebenländer und relativierte in den betreffenden Orten die Bestimmung des Westfälischen Friedens von 1648, nach der die grundsätzliche Gleichstellung der katholischen, lutherischen und reformierten Konfession geregelt war. Für konfessionell gemischte Ehen in diesen Orten bedeutete die Klausel etwa, dass aus ihnen hervorgehende Kinder nach einer 1693 eingeführten französischen Verordnung katholisch erzogen werden mussten. Der pfälzische Kurfürst Johann Wilhelm, der der katholischen Kirche verbunden war und mit der Gegenreformation sympathisierte, berief sich bei prokatholischen Maßnahmen in seinem konfessionell heterogenen, überwiegend protestantisch geprägten Territorialverbund, etwa bei Dekreten zur Einführung des Simultaneums in zuvor protestantisch genutzten Gotteshäusern seiner Länder, unter anderem auf diese Klausel. Auf Druck Friedrichs I. von Preußen, der sich als Vertreter protestantischer Interessen und des Corpus Evangelicorum im Reich verstand, kam es 1705 zur Pfälzischen Kirchenteilung. Im Frieden von Baden, der 1714 den Spanischen Erbfolgekrieg beendete, wurde die Rijswijker Klausel bestätigt. Während die Regelung von protestantischer Seite mangels Zustimmung bzw. wegen Verletzung des Westfälischen Friedens für ungültig, spätestens seit dem Bayerisch-Deutschen Krieg für gegenstandslos sowie vereinzelt durch den Reichsschluss vom 26. Februar bzw. 10. März 1734 für abgeschafft angesehen wurde, bestätigte der Wiener Frieden von 1738 die Klausel erneut.